# Tria
Tria – wieś w Rumunii, w okręgu Bihor, w gminie Derna. W 2011 roku liczyła 330 mieszkańców.